# Gambier (Ohio)
Gambier (ˈɡæm.bɪər) ist ein Dorf im Knox County, Ohio, Vereinigte Staaten. Gambier ist die Heimat des Kenyon College.

## Geschichte
Gambier wurde 1824 gegründet und nach einem der frühen Stifter des Kenyon College, Lord Gambier, benannt.
In den 1960er Jahren verbrachte der japanische Schriftsteller Junzo Shono mehrere Jahre in Gambier, was in dem Buch A Sojourn in Gambier gipfelte, das sich in Japan großer Beliebtheit erfreute.